# Автошлях Т 2555
Автошля́х Т 2555 — автомобільний шлях територіального значення у Чернігівській області. Пролягає територією Чернігівського району від Вознесенського до перетину з Н27. Загальна довжина — 2,6 км.

## Маршрут
Автошлях проходить через такі населені пункти:
| Автошлях Т 2555      |        |
| Чернігівська область |        |
| Чернігівський район  |        |
| Вознесенське         |        |
|                      | Н27Н28 |